# Vivre à Tazmamart
Pour plus de détails, voir Fiche technique et Distribution.

Vivre à Tazmamart est un documentaire français réalisé par Davy Zylberfajn, sorti en 2005.

## Synopsis
Le film raconte la résistance de ces hommes détenus durant dix-huit ans à Tazmamart, une ancienne caserne devenue le symbole des années noires du Maroc tant les conditions de ceux qui y ont été emprisonnés ont été inhumaines et arbitraires.

## Fiche technique
- Réalisateur et scénariste : Davy Zylberfajn
- Image : Jean-Jacques Mrejen et Georges Diane
- Son : Yves Capus et Dimitri Haulet
- Montage : Anita Perez
- Mixage : Laurent Dreyer
- Direction de production : Béatrice Arnaud
- Production déléguée : Marie Claude Reverdin pour Cauri films
- Coproduction : TV10 Angers et France Libertés
- Soutien : Association Beaumarchais (Bourse pour l’écriture), Ministère des Affaires Étrangères (Bourse Louis Lumière), France Libertés (Fondation Danielle Mitterrand), Conseil du Val-de-Marne (Aide à la création cinématographique et audiovisuelle), Procirep — L’Angoa-Agicoa, et le Centre national de la cinématographie
- 2005, Beta Num, 72 minutes